# Nody bělostný
Nody bělostný (Gygis alba) je malý druh rybáka s cirkumtropickým rozšířením.

## Popis

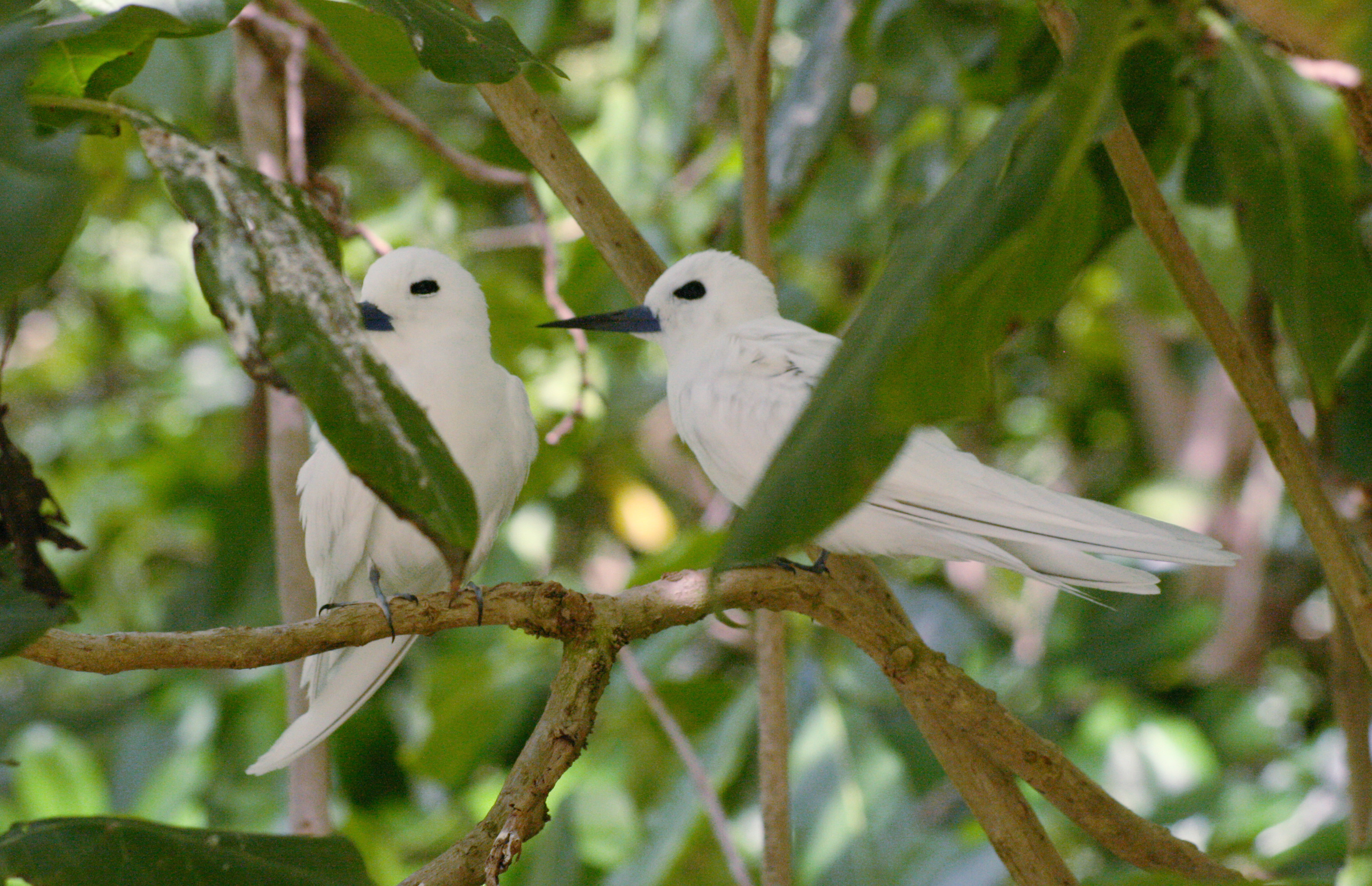
Pár na hnízdišti na Seychelách

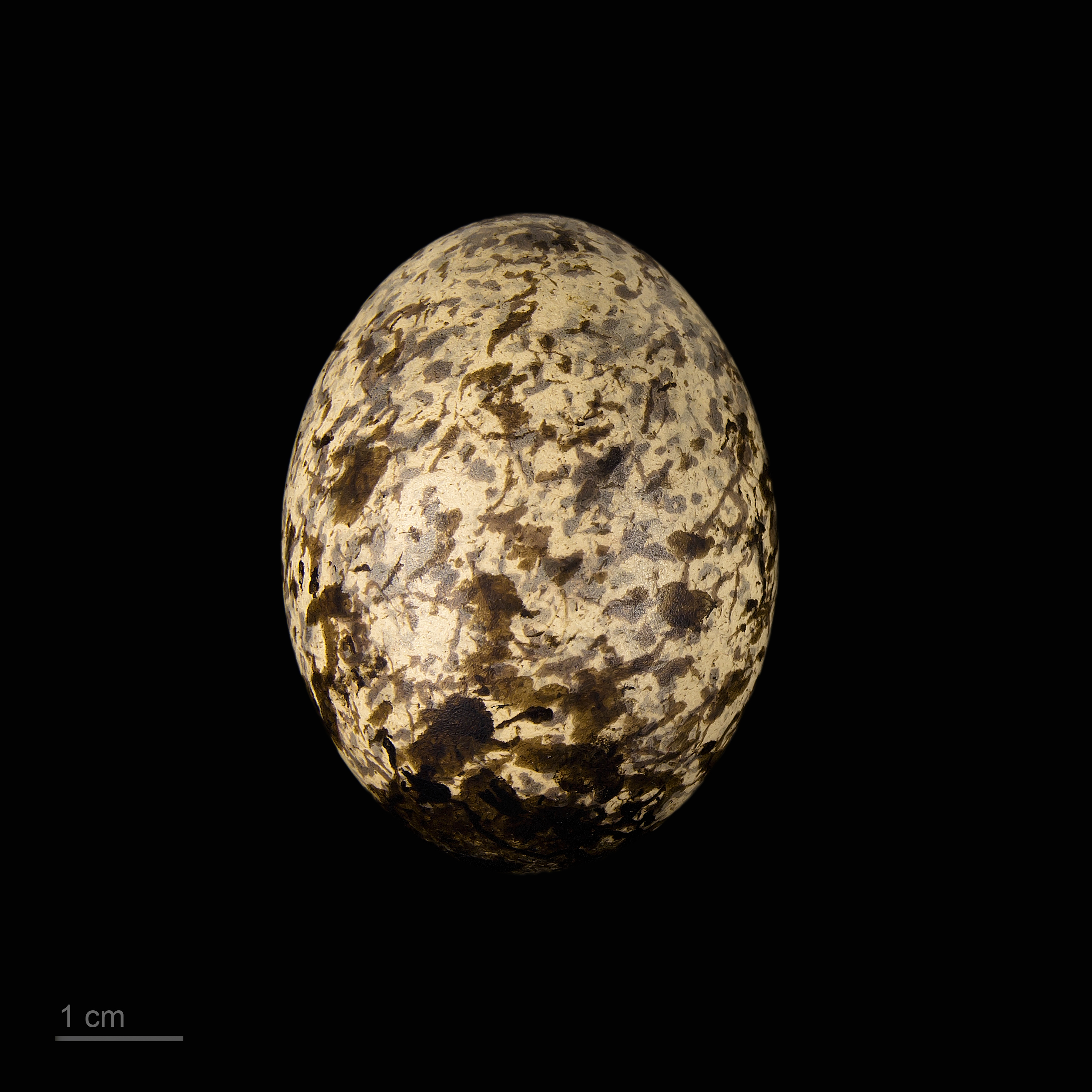
Vejce nodyho bělostného

Nody bělostný je jediný čistě bílý druh rybáka. Všechny opeřené části těla má bílé s výjimkou černého kroužku kolem oka. Nohy jsou modravě šedé, se žlutými až bílými plovacími blánami, zobák je černý, často s modrým kořenem. Mladí ptáci mají tmavé skvrny za okem a v týle, šedohnědý hřbet a tmavé ostny ručních letek.

## Rozšíření
Hnízdí v několika poddruzích v tropických mořích celého světa:
- G. a. alba hnízdí v Atlantském oceánu (ostrovy Fernando de Noronha, jižní Trinidad, Martin Vaz, Ascension a Svatá Helena)
- G. a. monte hnízdí v Indickém oceánu na Seychelách, Madagaskaru a Maskarénách
- G. a. royana hnízdí v oblasti Austrálie na ostrovech Norfolk a Kermadeckých ostrovech
- G. a. candida hnízdí na ostrovech jihozápadního Tichého oceánu
- G. a. rotschildi hnízdí na ostrově Laysan
- G. a. pacifica hnízdí na ostrovech jižního Tichého oceánu na východ po Velikonoční ostrov

V době mimo hnízdění se ptáci rozptylují po okolním oceánu.